# کیک آناناس
کیک آناناس (انگلیسی: Pineapple cake) شیرینی و دسر سنتی شیرین تایوانی حاوی کره، آرد، تخم مرغ، شکر و مربا یا برش‌های آناناس است که به‌طور گسترده در تایوان خورده می‌شود.